# Claire Buhrfeind
Claire Buhrfeind (Plano, 3 de agosto de 1998) es una deportista estadounidense que compite en escalada. Ganó una medalla de plata en el Campeonato Mundial de Escalada de 2016, en la clasificación combinada.

## Palmarés internacional
| Campeonato Mundial | Campeonato Mundial | Campeonato Mundial | Campeonato Mundial |
| Año                | Lugar              | Medalla            | Prueba             |
| ------------------ | ------------------ | ------------------ | ------------------ |
| 2016               | París (Francia)    | Medalla de plata   | Combinada          |